# Gela Aprasidze

a Compétitions nationales et continentales officielles uniquement.

b Matchs officiels uniquement.
Dernière mise à jour le 24  octobre 2024.
Gela Aprasidze (en géorgien : გელა აფრასიძე et phonétiquement en français : Gela Aprasidzé), né le 14 janvier 1998 à Tbilissi (Géorgie), est un joueur international géorgien de rugby à XV évoluant au poste de demi de mêlée.
Il remporte le Championnat de France avec Montpellier en 2022.

## Biographie

### Arrivée en 2017 à Montpellier
Il s'engage en tant qu'espoir en 2017 au Montpellier Hérault Rugby. Il est le 4ème de la hiérarchie des demis de mêlée derrière Ruan Pienaar, Benoît Paillaugue et Enzo Sanga. Profitant de leurs blessures, il honore sa première titularisation contre Exeter en coupe d'Europe.
Durant la saison 2021-2022, son club termine à la deuxième place de la phase régulière et se qualifie donc pour les phases finales. Lors de la demi-finale, il est remplaçant et entre en jeu à la place de Benoît Paillaugue. Le MHR et bat l'Union Bordeaux Bègles, se qualifiant ainsi pour la finale. Le 24 juin 2022, il est de nouveau remplaçant lors de la finale du Top 14 face au Castres olympique. Il remplace une nouvelle fois Paillaugue et les siens s'imposent sur le score de 29 à 10,. Il remporte ainsi son premier titre avec le club héraultais. Cette saison 2021-2022, il joue 20 matchs toutes compétitions confondues et marque 29 points.

## Palmarès

### En club
Montpellier HR
- Finaliste du Championnat de France en 2018
- Vainqueur du Championnat de France en 2022

### En sélection nationale
Géorgie
- Vainqueur du Championnat international d'Europe en 2018 et 2019